# Monument în memoria consătenilor căzuți în 1945 (Sofia)
Monumentul în memoria consătenilor căzuți în 1945 este un monument amplasat în Sofia, raionul Hîncești, Republica Moldova. Este un monument istoric de importanță națională inclus în Registrul monumentelor Republicii Moldova ocrotite de stat cu nr. 656 (raionul Hîncești).